# Партія реформ Естонії
Партія реформ Естонії (ест. Eesti Reformierakond) — право-ліберальна партія в Естонії. Партія є членом Ліберального Інтернаціоналу (у якому була спостерігачем в період 1990-1996 років), а також членом європартії Альянс лібералів і демократів за Європу.
Партії належить 38 місць в Рійгікогу (естонському парламенті). Її головою є Крістен Міхал. Партія Реформ брала участь у коаліціях кілька разів: з 1995 по 1997 із неіснуючою на сьогоднішній день Естонською коаліційною партією, з березня 1999 по грудень 2001 в трьохпартійному уряді з Союзом Вітчизни і Партією поміркованих Естонії, з січня 2002 по березні 2003 з Центристською партією і, нарешті, з березня 2003 по березень 2005 з партією Res Publica і Народним союзом. З 2007, коли партія отримала 27,8 % голосів на парламентських виборах, вона правила спільно з національно-консервативною партією Союз Вітчизни і Res Publica (IRL) і соціал-демократами, а з літа 2009, спільно з IRL. Андрус Ансип був прем'єр-міністром Естонії з квітня 2005 року. Крім нього в уряд входили кілька інших членів партії, включаючи Урмаса Паета.
Ідеологія Партії реформ заснована на працях ліберально-консервативних і ліберальних економістів (Фрідріха фон Гаєка і Мілтона Фрідмана). Партія реформ брала участь у більшості урядових коаліцій в Естонії, будучи безперервно в уряді з 1999 року, тому її вплив на політичне життя країни значний, особливо враховуючи дружню до бізнесу економічну політику Естонії і консервативну податкову систему.
На парламентських виборах 2011 року партія отримала 28,6 % голосів і 33 місця в Рійгікогу.

## Результати виборів

### Парламентські вибори
| Вибори | Голосів | %         | Місць    | +/–  | Уряд                 |
| ------ | ------- | --------- | -------- | ---- | -------------------- |
| 1995   | 87,531  | 16.2 (#2) | 19 / 101 | ▲ 19 | Опозиція (1995)      |
| 1995   | 87,531  | 16.2 (#2) | 19 / 101 | ▲ 19 | Коаліція (1995–1996) |
| 1995   | 87,531  | 16.2 (#2) | 19 / 101 | ▲ 19 | Опозиція (1996–1999) |
| 1999   | 77,088  | 14.9 (#3) | 18 / 101 | ▼ 1  | Коаліція             |
| 2003   | 87,551  | 17.7 (#3) | 19 / 101 | ▲ 1  | Коаліція             |
| 2007   | 153,044 | 27.8 (#1) | 31 / 101 | ▲ 12 | Коаліція             |
| 2011   | 164,255 | 28.6 (#1) | 33 / 101 | ▲ 2  | Коаліція             |
| 2015   | 158,885 | 27.7 (#1) | 30 / 101 | ▼ 3  | Коаліція (2015–2016) |
| 2015   | 158,885 | 27.7 (#1) | 30 / 101 | ▼ 3  | Опозиція (2016–2019) |
| 2019   | 162,332 | 28.8 (#1) | 34 / 101 | ▲ 4  | Опозиція (2019–2021) |
| 2019   | 162,332 | 28.8 (#1) | 34 / 101 | ▲ 4  | Коаліція (2021–)     |
| 2023   | 190,659 | 31.2 (#1) | 37 / 101 | ▲ 3  |                      |
| 2023   | 190,659 | 31.2 (#1) | 37 / 101 | ▲ 3  |                      |

### Вибори до Європарламенту
| Вибори | Голосів | %         | Місць | +/– |
| ------ | ------- | --------- | ----- | --- |
| 2004   | 28,377  | 12.2 (#3) | 1 / 6 |     |
| 2009   | 79,849  | 15.3 (#3) | 1 / 6 | ▬ 0 |
| 2014   | 79,849  | 24.3 (#1) | 2 / 6 | ▲ 1 |
| 2019   | 87,158  | 26.2 (#1) | 2 / 7 | ▬ 0 |